# Roque Balduque

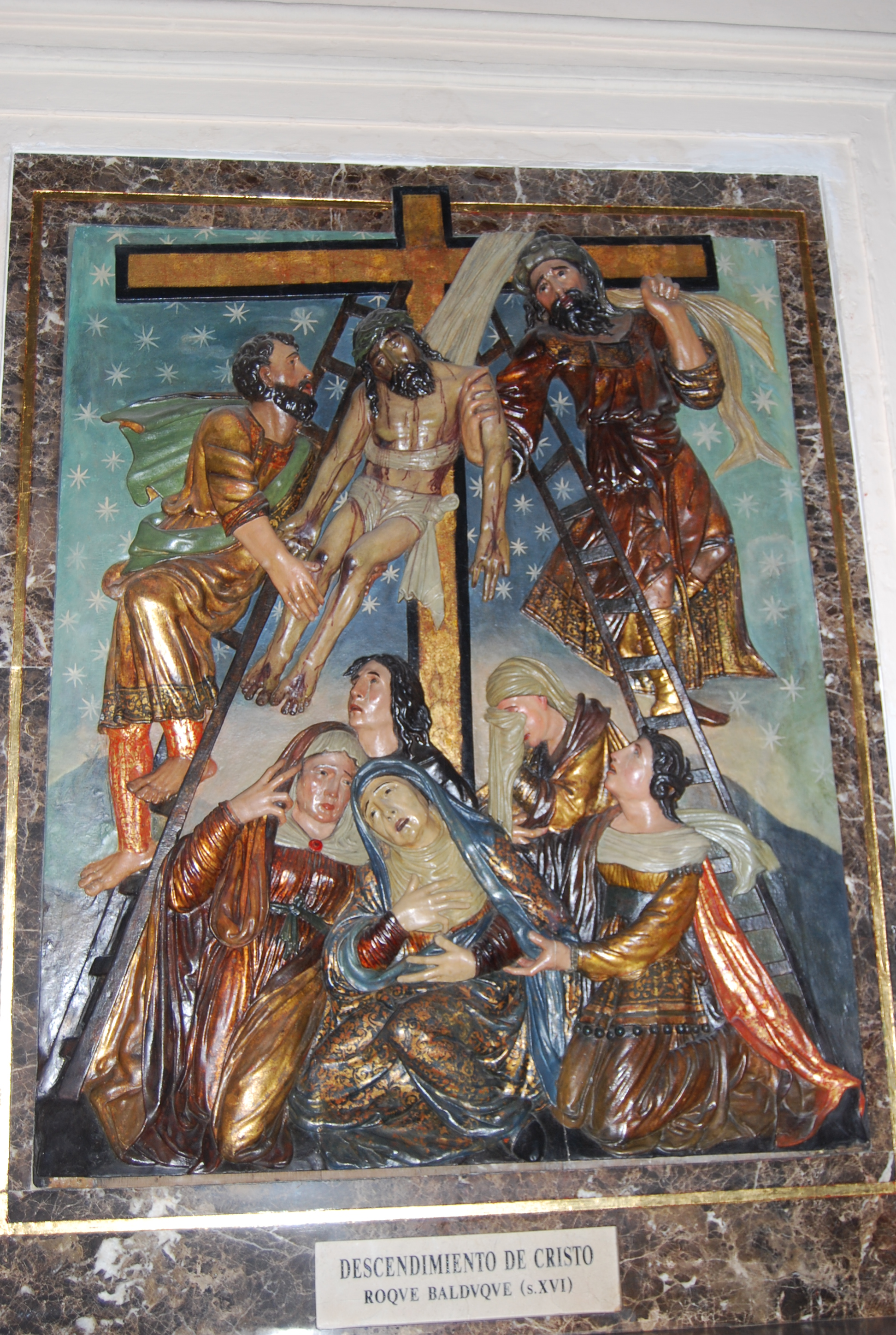
Panneau subsistant du retable
Église San Juan Bautista de Chiclana

Roque Balduque, ou Roque de Balduque, est un sculpteur flamand ayant travaillé en Espagne à la fin de sa vie. Sa date et son lieu de naissance sont inconnus, mais son nom peut faire penser qu'il est originaire de Bois-le-Duc (Bolduque en espagnol). Il est mort à Séville en février 1561.

## LesBolduque
Roque de Balduque fait partie d'un groupe de sculpteurs d'origine flamande qui se sont établis en Espagne. Le fondateur est Maître Mateo de Bolduque (né vers 1511, probablement à Bois-le-Duc, il travaille à Medina de Rioseco à partir de 1540), marié à Juana Muñoz. Il est le père de Juan Mateo de Bolduque (1543), Diego (1543), Pedro de Bolduque (1545), Andrés (1547) qui ont travaillé dans l'atelier paternel à Medina de Rioseco, et des sœurs Ana (1553) et Leonor (1556). Il y a aussi Arnao de Bolduque, sculpteur de retables installé à Cuéllar où il s'est marié en 1550, père de Juan et de Pedro qui ont travaillé avec Pedro de Bolduque quand il s'est installé à Cuéllar.

## Biographie
Roque Balduque était marié à une femme connue sous le nom d'Isabel de Balduq et avait un fils. Ils se sont installés à Séville en 1534.
Il est connu par des documents à partir de 1554 comme un sculpteur de retables (entallador e imaginero) qui a apporté à Séville de nouvelles conceptions inspirées par l'art italien et l'art flamand.
Il a travaillé avec Juan Mateo, Pedro, Diego, et Andrés Bolduque qui avaient un atelier à Medina de Rioseco (province de Valladolid), où ils ont réalisé divers projets pour des églises dans et autour de Valladolid et Palencia.
À partir de décembre 1554, Balduque a commencé d'importantes séries de sculptures de maîtres-autels pour des églises paroissiales de Séville pour lesquelles il a utilisé deux types de représentations, soit dans le style primitif des écoles du Nord, soit dans le style du maniérisme flamand.
Il a installé son atelier de Séville près de l'église de La Magdalena.
Après sa mort en février 1561, sa veuve a chargé le sculpteur flamand Juan Giralte de terminer les projets laissés inachevés.

## Œuvres
Rooque Balduqe a collaboré à la réalisation du retable du maître-autel de la cathédrale de Séville, puis au maître-autel de l'église de San Juan Bautista, à Chiclana de la Frontera (province de Cadix).
Un autre travail attribué à Roque Balduque ou se rapportant à son milieu de travail est une statue précieuse de Notre-Dame de Lumière qui est vénérée dans la cathédrale de San Cristóbal de La Laguna à Tenerife (Espagne). Dans la cathédrale de Lima au Pérou se trouve l'image de Notre-Dame de l'évangélisation, patronne de l'archidiocèse de Lima, également réalisée par Roque Balduque.